# Populus wulianensis
Populus wulianensis là một loài thực vật có hoa trong họ Liễu. Loài này được S.B. Liang & X.W. Li miêu tả khoa học đầu tiên năm 1986.